# اشتفان مولر-اشتاخ
اشتفان مولر-اشتاخ (به آلمانی: Stefan Müller-Stach) (زاده ۱۳ فوریه ۱۹۶۲ در فریدریشسهافن) ریاضیدان و تاریخنگار ریاضی اهل آلمان است. 

## زندگینامه
زمینه کاری مولر-اشتاخ در ریاضیات، هندسه جبری و هندسه حسابی می باشد. او در اینگولشتات به مدرسه رفت و در دانشگاههای مونیخ و بایرویث تحصیل ریاضیات را پی گرفت و در سال ۱۹۸۹ با سرپرستی توماس پترنل درجه دکترای ریاضی را بدست آورد. برای دوره پسادکتری، او به دانشگاههای یوتا، هاروارد و برکلی رفت و از سال ۱۹۹۲ بعنوان دستیار در دانشگاه اسن با سرپرستی اکارت فی وگ و هلن انول به فعالیت پرداخت. از ۱۹۹۸ تا ۲۰۰۳ دارای بورسیه هایزنبرگ بود و در سال ۲۰۰۳ بعنوان پژوهشگر مهمان در موسسه ریاضیات ماکس پلانک در بن حضور داشت. سال در دانشگاه مک مستر و سال ۱۹۹۹/۲۰۰۰ در موسسه ژوزف فوریه در گرنوبل و از سال ۲۰۰۳ استاد نظریه اعداد در دانشگاه ماینتس است. او از سال ۲۰۱۲ تا ۲۰۱۴ در این دانشگاه ریاست دانشکده ریاضیات، فیزیک و کامپیوتر را عهده دار بوده است. 
پژوهشهای او در هندسه جبری بیشتر در زمینه نظریه جبری-K و نظریه هاج و کوهمولوژی موتیویک می باشد. او همچنین نویسنده چندین کتاب مرجع در این زمینه ها است. 
مولر-اشتاخ افزون بر اینها به تاریخ ریاضیات در آلمان پرداخته است و برای نمونه پژوهشی درباره ریاضیدان یهودی آلمانی، اتو توپلیتس با نام «اتو توپلیتس: جبردان ماتریسهای نامتناهی» به چاپ رسانده است. 

## آثار
- mit Jens Piontkowski: Elementare und algebraische Zahlentheorie. Ein moderner Zugang zu klassischen Themen. Vieweg, Wiesbaden 2006, ISBN 3-8348-0211-5 (Vieweg Studium).
- mit Carlson James, Chris Peters Period mappings and period domains, Cambridge University Press 2003
- Herausgeber mit Chris Peters: Transcendental aspects of algebraic cycles: proceedings of the Grenoble summer school, 2001, Cambridge University Press 2004
- Herausgeber mit B. Brent Gordon, James D. Lewis, Shuji Saito, Stefan Müller-Stach, Noriko Yui The arithmetic and geometry of algebraic cycles (Proc. CRM Summer School, 1998, Banff), American Mathematical Society 2000